# الصمت (فلم 1963)
الصمت (بالسويدية: Tystnaden) (بالإنجليزية: The Silence)، هو فيلم درامي، سويدي إنتاج 1963 من إخراج إنغمار برغمان وسيناريو بواسطة أنغمار بيرغمان الفيلم من بطولة إنغريد ثالين وغونيل يندبلوم وماكس فون سيدو وكذلك هو الجزء الثالث من ثلاثية أنغمار بيرغمان صمت الرب وهو الفيلم الذي ربما يبتعد في إشكالياً عن الجزئين من قبله ونستطيع أن نناقش هذا الفيلم بشكل منفصل عن هذه الثلاثية والذي إن لم يكن أفضلها فهو أشهرها لولا أن بيرغمان أصر نسبته إليها كما أن هذا الفيلم نستطيع أن نستوحي منه معطيات كثيرة تتكرر في كل أفلامه وليس في هذه الثلاثية فقط لأن الفيلم أضاف بعداً بل أبعاداً كثيرة للصمت أحدها هو البعد الجنسي في الموقف الوجودي من هذه الحياة، هناك أختان مسافرتان على متن قطار ولكنهما تتوقفان طارئا في أحد الفنادق بسبب حالة ايستر (إسمها مستوحى من أحد كتب الكتاب المقدس) الصحية المتعثرة إنغريد تولين ولا نعرف لماذا هم راحلون أو إلى أين هم ذاهبون وحتى الفندق الذي ينزلون فيه يبقى غير معروف بأي اسم وتبقى معاني المكان غائبة عنا ولا يتعمد فنان الغرف المغلقة وهو اسم إشتهر به بيرغمان تكثيف الاسترجاع الحياتي بقدر ما يهتم أن يقول على لسان شخصياته ما يخدم به موضوعه، مع بداية الفيلم نسمع موسيقى خلفية المشهد وهي دقات الساعة، وهي أهم مؤثر تقني في الفيلم، دقات الساعة إشارة إلى اقتراب نفاذ الوقت الذي نملكه في هذه الحياة أي أن الموت هو البعد الأساسي في الفيلم وهو الذي يتمحور حوله الموضوع والشخصيتان المتنافرتان الأخت الصغرى والتي يتعمد بيرغمان أن يرينا إياها في أوضاع تعري وسيأخذ الجنس مجراه في هذا الفيلم ليأخذ حيزا لمناقشة (البعد الوجودي للإنسان) أكثر من المشكلة اللاهوتية لإن هذا الفيلم يخلط وبطريقة رمزية صعبة بين المفهوم الوجودي والمفهوم اللاهوتي وهناك البعد الثالث أي الصبي جون ابن آنا وطريقته في النظر إلى الموقف برمته، إيستر مريضة وأختها لا تحبها ولا ترغب بمساعدتها ومن خلال اللقطة المكبرة يتعمد المخرج بأن يرينا إيستر على أنها حالة خاصة أسمى من أختها آنا فالماضي بين الأختين هو ماضي مشاغب بالنسبة لآنا مليء بالانحرافات التي لا ترضى عنها إيستر كما أن الأخيرة تحب باخ بينما لا تلقي له آنا أي اهتمام والتي لا تستطيع أن تخفي رغباتها الجنسية بل وتحضر معها شخص إلى الفندق وتتعمد إن تري نفسها لأختها وهي في أوضاع شهوانية ومفتاح التنافر هو تسلط ايستر وفوقيتها في التعامل مع آنا ولكنها في نفس الوقت تغير من علاقات آنا الجنسية وجرأتها على التصريح فيما ترغب بل وترغب في إقامة علاقة غير شرعية مع أختها، على الرغم أيضاً من احتقارها للجنس الأخر الرجل وبشكل أدق تحتقر الجنس مع الرجل، الصبي جون حاضر يشاهد الدبابات من النوافذ ولا نعرف هل هي حقيقية أم هي من نسيج خيال هذا الصبي والدبابات إشارة إلى الحرب والحرب ترتبط بالموت وهو منحى آخر للصمت، الصمت عن الحرب ويقوم عامل الفندق بتسليته فيريه صوراً لجنازة زوجته التي يحبها لتعود فكرة الموت لتحلق من جديد من فوق كل أبعاد الفيلم، جون يعرف عن انحرافات والدته ويحترم خالته التي تعطيه الحنان المفقود من جهة والدته، ولكن خالته مريضة تحتضر ولكنها تدخن بشراهة وتشرب الكحول أثناء عملها في الترجمة وهنا خيط آخر للصمت والذي تؤكده مشاهد الخيول معصوبة العينين وهي تجر العربات، الحياة تقودنا إلى ما تريد، تفرض علينا قدرنا وتقودنا إلى الموت ونحن معصوبي العينين، ودقات الساعة تسمع بوضوح وبقوة في اللقطات الرئيسية والحاسمة في الفيلم، مع الماضي الذي يسترجع بكلمات عابرة ومقتضبة بين الأختين، مع المستقبل عندما يقول جون لخالته بانهم ذاهبون هناك إلى وطنهم ومع انتهاء آنا من حفلاتها الشهوانية، ينتهي الفيلم وإيستر تحتضر ولكن آنا لا تهتم وتغادر قبل ان تعرف إن كانت أختها ستعيش أو ستموت بينما إيستر تنظر إلى الضوء المنبعث من النافذة وهذا المشهد بحد ذاته كناية ورمز غارق في عدم التفسير سوى من وجهات نظر مختلفة، إن الضوء هو الله وهو يؤكد حضوره وصمته في نفس الوقت، في القطار يكون مع جون رسالة من خالته بلغة غير مفهومة ولكن جون يفهم كلمة واحدة من هذه الرسالة وستكون أخر كلمة منطوقة في الفيلم (الروح)، وتخرج آنا رأسها من نافذة القطار لتغسل وجهها وتبلل جسمها بماء المطر، الأيمان بالله وغسيل الخطايا كإشارة إلى العمادة في الديانة المسيحية وهو تفسير لاهوتي، غسيل النفس لمحاولة الراحة وكسب الاطمئنان والتخلص من ضيق النفس وهو تفسير وجودي، فيلم الصمت المفضل عند كيسلوفسكي صاحب ثلاثية الألوان من فيلموغرافيا بيرغمان هو نزاع بين الموقف الوجودي للإنسان والموقف اللاهوتي وأراه يميل نحول التحليل الوجودي ومع اختلاف موضوع هذا الفيلم عن الاثنان السابقان من حيث شمول الموضوع الجنسي بالتحليل ومناقشة الموت والعزلة والانقياد والاغتراب الاجتماعي واستخدام الأبعاد الحياتية المادية كوسيلة لاشمئزاز الطرف الآخر بدون تبرير هذا الموقف وخضوع هذا الموقف أصلا إلى التجريد كفكرة أو كأداة حياتية ليس إلا، فالصمت وهو عنوان الفيلم يمكن أن يناقش وأن يلاحظ من أكثر من ناحية الصمت على عزلة الموت أكثر من الصمت على الموت نفسه، الصمت إزاء الاستفهام عن مغزى الحياة ومغزى الموت وعن مغزى مواجهة الموت، الصمت على الحرب ولغزها كعامل مساعد للموت أو الصمت على التنافر والتنازع البشري وعدم القدرة على التفاهم بين البشر، والصمت على الخطايا وصمت آنا بالتحديد كإستغراب على قدرة الجنس على تحقيق التواصل الحياتي المطلوب، وهناك الكثير من الافتراضات حول مفهوم الصمت في هذا الفيلم، الفيلم هو نزاع بين التحليل الوجودي والتحليل (اللاهوتي) الديني للموقف (الموت، الاغتراب والجنس)وعندما يكون عنوان الفيلم هو الصمت فالنظرة الوجودية في تحليل الموقف المجرد هي الأقرب لحل إشكاليات هذا الفيلم ورمزياته حتى لو كانت آخر كلمة منطوقة في هذا الفيلم هي الروح، المشاهد لثلاثية صمت الله أو الإيمان بغض النظر عن التسمية ليس مذنباً بأن لا يصل إلى مفهوم محدد حول هذه الثلاثية ومقصدها قبل مقصد أفكارها بل سيصل لفهم ذاتي خاص لها لأن هذه الثلاثية عبارة عن لغة أدبية فلسفية من الصعب جدا صياغتها في فيلم بل إن النقاد قالوا عن الصمت وهو أمر ينطبق على الثلاثية بشكل عام بأنه فيلم مضاد للسينما التقليدية بكل ما تعنيه هذه الكلمة...

## وصلات خارجية
- الصمت على موقع IMDb (الإنجليزية)
- الصمت على موقع الموسوعة البريطانية (الإنجليزية)
- الصمت على موقع روتن توميتوز (الإنجليزية)
- الصمت على موقع نتفليكس (الإنجليزية)
- الصمت على موقع ألو سيني (الفرنسية)
- الصمت على موقع Turner Classic Movies (الإنجليزية)
- الصمت على موقع أول موفي (الإنجليزية)
- الصمت على موقع فيلمافينيتي (الإسبانية)
- الصمت على موقع قاعدة بيانات الأفلام السويدية (السويدية)
- الصمت على موقع قاعدة بيانات الفيلم (الإنجليزية)
- Criterion Collection essay by Leo Braudy